# Grabenpeterbach
Das Grabenpeterbach ist ein rund 2,2 Kilometer langer, linker Nebenfluss des Lusenbaches in der Steiermark. Es entspringt südöstlich des Hauptortes von Hitzendorf, nördlich des Ortsteiles Attendorfberg sowie des Hofes Haller und fließt zuerst in einen Links-, dann in einen flachen Rechts- und schließlich wieder in einen flachen Linksbogen insgesamt nach Südwesten. Südsüdöstlich des Ortes Hitzendorf, nordwestlich des Dorfes Attendorf und südlich der Maiersdorfmühle mündet er etwas westlich der L336 in den Lusenbach, welcher danach geradeaus weiterfließt. Auf seinen Lauf durchfließt der Grabenpeterbach einen kleinen Teich und nimmt von links zwei unbenannte Bäche auf.